# The Liverbirds
The Liverbirds – brytyjski zespół rockowy, działający w latach 1963-1968. Była to jedna z nielicznych grup liverpoolskiej sceny merseybeatowej. Były także jedną z pierwszych niezależnych żeńskich grup rockowych w latach 60. zaliczaną do nurtu All-female band. 

## Historia
Trzy instrumentalistki: Valerie Gell, Sylvia Saunders i Mary McGlory założyły zespół w 1963, razem z siostrą Mary, gitarzystką Sheilą i wokalistką Irene Green, jednak te szybko opuściły grupę i zostały zastąpione przez gitarzystkę i wokalistkę Pamelę Birch.
The Liverbirds osiągnęły większy sukces w Niemczech niż w rodzinnym kraju. Były tam jednymi z największych atrakcji muzycznych (szczególnie w Hamburgu, gdzie podpisały kontrakt z wytwórnią Star-Club. Grupa wydała dwa albumy i kilka singli. Jeden z nich, cover Bo Diddleya Diddley Daddy osiągnął piąte miejsce niemieckiej listy przebojów. Po trasie koncertowej w Japonii w 1968 zespół rozpadł się. W 1998 grupa zjednoczyła się na kilka koncertów.
Swoją nazwę zespół wziął z fikcyjnego stworzenia „liver bird”, będącego herbem rodzinnego miasta grupy.